# Black Uhuru
Black Uhuru és un grup de reggae jamaicà format el 1972, inicialment com Uhuru (en suahili «llibertat»). El grup ha sofert diversos canvis de formació al llarg dels anys, amb Derrick «Duckie» Simpson com a membre permanent. El seu període de major èxit va ser a la dècada del 1980, amb l'àlbum Anthem guanyant el premi Grammy al millor àlbum de reggae el 1985. És la formació de reggae que més discos ha venut després de Bob Marley.

## Història
El grup es va formar al districte de Waterhouse de Kingston el 1972, inicialment anomenat Black Sounds Uhuru, amb Garth Dennis, Don Carlos, i Derrick Simpson. El seu primer llançament va ser una versió de «Romancing to the Folk Song» de The Impressions, que va ser seguida de «Time is on Our Side». Cap de les dues cançons no va gaudir de l'èxit esperat i es van separar, Don Carlos va seguir la seva carrera en solitari, tal com va fer Dennis, abans d'unir-se a The Wailing Souls. Simpson també va cantar breument amb The Wailing Souls, abans de formar una nova versió de Black Uhuru amb Errol Nelson (de The Jayes) i Michael Rose. El seu àlbum debut produït per Prince Jammy, Love Crisis, va ser publicat el 1977.
Nelson va tornar a The Jayes a finals de 1977, i va ser substituït l'any següent per Sandra «Puma» Jones, una treballadora social de Carolina del Sud que abans havia treballat com a ballarina pels grups Ras Michael & the Sons of Negus i Mama Africa. El grup va començar a treballar amb el duet Sly and Robbie i va gravar una sèrie de senzills d'èxit, com «General Penitentiary» i «Shine Eye Gal», que comptà amb la col·laboració del guitarrista Keith Richards. El segon àlbum del grup, Showcase, es va basar en aquests senzills, i la banda va consolidar el seu renom amb una actuació al festival Reggae Sunsplash de 1980. Els senzills «Wood for My Fire» i «Rent Man» van ser publicats per Island Records el 1980, que també va distribuir internacionalment l'àlbum Sinsemilla el 1981. El següent treball discogràfic, Red, va assolir el número 28 a l'UK Albums Chart el mateix any. Chill Out va arribar al número 38 un any després, i van fer una gira amb The Rolling Stones. El 1989, Red va ocupar el número 23 a la llista de la revista Rolling Stone dels «100 millor àlbums dels anys 1980». El següent àlbum d'estudi, Anthem, va aparèixer el 1984 i va guanyar el premi Grammy al millor àlbum de reggae l'any següent.
El febrer de 2004, la premsa jamaicana va anunciar que Derrick Simpson i Michael Rose s'havien reunit sota el nom de Black Uhuru feat. Michael Rose. Amb la cantant Kay Starr van publicar el senzill «Dollars» i van fer diversos concerts, participant en el Western Consciousness 2004 a Jamaica, del qual es va publicar un vídeo en directe. El grup també va fer una gira per Europa el 2006.
El juny de 2008 es va publicar un DVD de l'edició del 25è aniversari del seu concert Live in London. El 2011, el grup, format per Derrick Simpson, Andrew Bees i Kaye Starr, va fer una gira pels Estats Units d'Amèrica (EUA) per primera vegada des del 2002. El 2014 Jojo Mac es va unir al grup, però va sortir-ne el 2016 per a continuar la seva carrera en solitari. La banda va tornar a gravar tots els temes menys un d'As the World Turns, en un treball que es va publicar el setembre de 2018. Black Uhuru va fer una gira pels EUA el 2016 amb Andrew Bees a la veu principal i Elsa Green. La cantant Onesty en va ser la telonera.

## Discografia
Grup: Derrick «Duckie» Simpson, Michael Rose, Errol «Tarzan» Nelson
- 1977 – Love Crisis
- 1981 – Black Sounds of Freedom (Love Crisis reedició)

Grup: Derrick «Duckie» Simpson, Michael Rose, Sandra «Puma» Jones, Sly Dunbar, Robbie Shakespeare
- 1979 – Showcase
- 1980 – Black Uhuru (Showcase reedició)
- 1980 – Sinsemilla
- 1981 – Red
- 1982 – Chill Out
- 1983 – Guess Who's Coming To Dinner (Black Uhuru reedició)
- 1983 – Anthem
- 1985 – Reggae Greats (recopilatori)

Grup: Derrick «Duckie» Simpson, Delroy «Junior» Reid, Sandra «Puma» Jones, Sly Dunbar, Robbie Shakespeare
- 1986 – Brutal

Grup: Derrick «Duckie» Simpson, Delroy «Junior» Reid, Olafunke
- 1987 – Positive

Grup: Derrick «Duckie» Simpson, Garth Dennis, Don Carlos
- 1990 – Now
- 1991 – Iron Storm
- 1993 – Mystical Truth
- 1994 – Strongg

Grup: Derrick «Duckie» Simpson, Jenifah Nyah, Andrew Bees
- 1998 – Unification
- 2001 – Dynasty
- 2018 – As the World Turns

Àlbums en directe/dub:
- 1982 – Uhuru in Dub
- 1982 – Tear It Up – Live (àlbum i vídeo)
- 1983 – The Dub Factor
- 1984 – Live
- 1986 – Brutal Dub
- 1987 – The Positive Dub
- 1988 – Live In New York City
- 1990 – Now Dub
- 1990 – Love Dub (Uhuru In Dub reedició)
- 1992 – Iron Storm Dub
- 1993 – Mystical Truth Dub
- 1994 – Strongg Dubb
- 2000 – Live 1984
- 2001 – In Dub
- 2001 – Dubbin' It Live (summer 2001, at Paléo Festival)
- 2013 - Live In Germany 1981 (Rockpalast en CD i DVD)